# کوه اوسا
کوه اوسا (به یونانی: Όσσα) یا کیساووس (به یونانی: Κίσσαβος) کوهی در شهرستان لاریسا واقع در استان تسالی یونان است که ۱٫۹۷۸ متر ارتفاع دارد. کوه پلیون در جنوب این کوه قرار گرفته و کوه المپ در شمال آن. درهٔ تمپه حائل کوه‌های اوسا و المپ است. 
در افسانه‌های یونانی گفته می‌شود که آلوادایان سعی کرده‌اند تا کوه پلیون را روی کوه اوسا بینبارند تا بتوانند از کوه المپ بالا بروند.